# Peugeot 605
Peugeot 605 — автомобиль бизнес-класса, выпускавшийся французской компанией Peugeot с 1989 по 1999 год, последний автомобиль Peugeot с индексом, оканчивающимся на 05. Соплатформенник автомобиля Citroën XM. Всего выпущено 252185 автомобилей.

## История
Peugeot 605 был построен на той же платформе, что и Citroën XM, и был преемником хорошо оценённого автоэкспертами, но медленно продающегося Peugeot 604, который был снят с конвейера 4 года назад. Таким образом, выпуск популярной модели Peugeot 505 был завершён конце 1980-х и начале 1990-х годов в пользу двух автомобилей: семейного автомобиля Peugeot 405 и модели бизнес-класса 605.
Новинка была запущена в июле 1989 года в леворульной модификации, а в первой половине 1990 года вышла на рынок Великобритании, обзаведясь правым рулём. Во время старта продаж были доступны только бензиновые двигатели. В апреле 1990 года появился турбодизель.
Богатые комплектации, роскошный интерьер, плавный ход и управляемость были сильными сторонами 605-й модели. Но Peugeot всегда стремился добиться успеха с автомобилями Е-класса за пределами Франции, а 605 не продавался на внешних рынках достаточно хорошо. Он был слишком похож по дизайну на меньший Peugeot 405, что негативно влияло на репутацию модели.
В 1995 году Peugeot попытался решить проблемы, представив рестайлинговую версию 605 (известную как модель «Phase 2»). Помимо внешнего обновления, модель получила и ряд конструктивных усовершенствований. Появились боковые подушки безопасности. Были решены многие проблемы с надёжностью. Тем не менее, продажи оставались низкими. А после успешного запуска модели Peugeot 406, пришедшей на смену 405 в 1995 году, продажи Пежо 605 упали до совсем незначительных, и было принято решение прекратить её выпуск. Преемник — Peugeot 607 — был запущен осенью 1999 года и был немного более успешным на внутреннем и экспортном рынках.
Конец производства 605 в 1999 году ознаменовал конец поколения «05» в Европе после более чем двадцати лет: это поколение появилось в 1977 году с модели Peugeot 305.

## Двигатели
На 605-ю устанавливали не менее 9 бензиновых двигателей:
- 2.0-литровый 8-клапанный карбюраторный рядный 4-цилиндровый, (108 л. с.)
- 2.0-литровый 8-клапанный моноинжекторный рядный 4-цилиндровый, (114 л. с.)
- 2.0-литровый 8-клапанный инжекторный рядный 4-цилиндровый, (121 л. с.)
- 2.0-литровый 8-клапанный инжекторный рядный 4-цилиндровый, (128 л. с.)
- 2.0-литровый 8-клапанный инжекторный турбированный рядный 4-цилиндровый, (147 л. с.)
- 2.0-литровый 16-клапанный инжекторный рядный 4-цилиндровый, (132 л. с.)
- 3.0-литровый 12-клапанный инжекторный V6, (167 л. с.)
- 3.0-литровый 24-клапанный инжекторный V6, (197 л. с.)
- 3.0-литровый 24-клапанный инжекторный V6, (200 л. с.)

и 3 дизельных:
- 2.1-литровый 12-клапанный атмосферный рядный 4-цилиндровый с прямым впрыском, (80 л. с.)
- 2.1-литровый 12-клапанный турбированный рядный 4-цилиндровый с прямым впрыском, (109 л. с.)
- 2.5-литровый 12-клапанный турбированный рядный 4-цилиндровый с прямым впрыском, (129 л. с.)

## Автоспорт
Для ралли Париж-Дакар был изготовлен[когда?] автомобиль с кузовом от Peugeot 605 и 24-клапанным мотором V6 на шасси внедорожника Peugeot P4.

## Производство
| Страна  | 1989 | 1990   | 1991   | 1992   | 1993   | 1994   | 1995 | 1996 | 1997 | 1998 | 1999 |
| ------- | ---- | ------ | ------ | ------ | ------ | ------ | ---- | ---- | ---- | ---- | ---- |
| Франция | н/д  | 30 600 | 30 600 | 46 200 | 46 900 | 16 900 | 6900 | 6900 | 6900 | 6900 | 2900 |